# Реликварий-монстранция Элеоноры Нойбургской

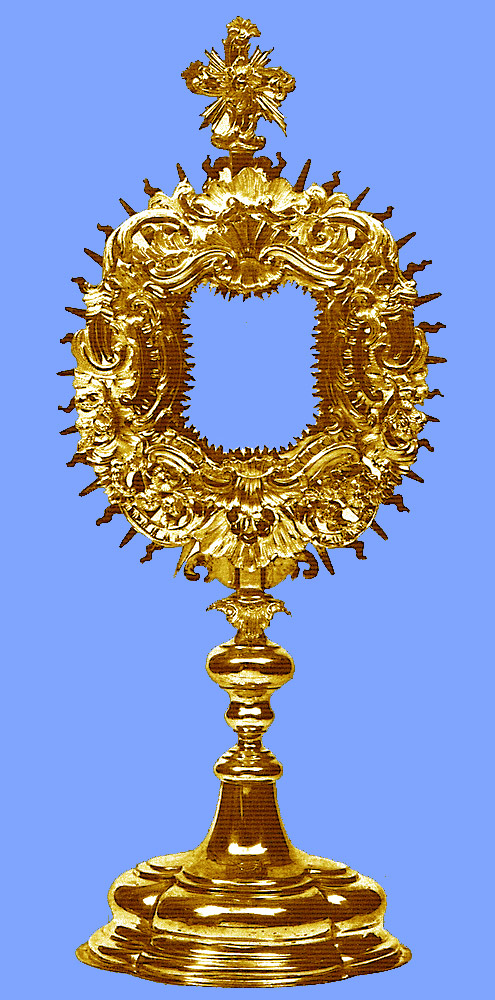
Реликварий-монстранция в церкви Св. Цецилии, Дюссельдорф-Бенрат

Реликварий-монстранция (нем. Reliquienmonstranz) Элеоноры Нойбургской, — это служебный предмет церковного декоративно-прикладного искусства, имеющий историческую и художественную ценность, подаренный императрицей Священной Римской империи Элеонорой Нойбургской своей матери Елизавете Амалии Гессен-Дармштадтской (курфюрстине Пфальцской) для служебного использования в часовне Чёрной Мадонны Бенратской. В настоящее время хранится в храме Св. Цецилии (Дюссельдорф-Бенрат).

## История
Монстранция изготовлена в 1681 году в Аугсбурге неизвестным мастером золотых дел, оставившим инициал «F». Заказала изделие императрица Элеонора Нойбургская, третья супруга императора Священной Римской империи Германской нации Леопольда I. Заказ был связан с пятилетним юбилеем замужества Элеоноры Нойбургской. Не сохранилось сведений, частица мощей какого именно святого находилась внутри священного предмета. Монстранций служил подарком курфюрстине Елизавете Гессен-Дармштадтской. Курфюрстина Елизавета в последующем передала монстранций в монастырь капуцинов, опекавших небольшую часовню в Бенрате, построенную Филиппом Вильгельмом, отцом императрицы Элеоноры на месте явлений Богородицы, в которой был установлен чудотворный образ Чёрной Мадонны Бенратской.
В 1766 году монстранция была реставрирована кёльнским золотых дел мастером Иоганном Генрихом Рором (1728—1807). Он заменил повреждённое основание на новое собственной работы, оставив старую чеканную надпись на канте днища с прибавлением слов о реставрации: «ELeonora IMperatrIX aVgVsta farI feCIt pro CapVCInIs aC saCeLLo benratano. Renovatum 1766». (Элеонора, великая императрица, соблаговолила изготовить для капуцинов и часовни Бенрата. Восстановлено 1766).
Монстранция служила в качестве процессионного реликвария часовни вплоть до секуляризации 1803 года во время французской оккупации Дюссельдорфа. Священникам Бенрата удалось сохранить монстранцию до наших дней. В 1978 году предмет экспонировался на выставке «Церковные сокровища 10-ти веков» в городском музее Дюссельдорфа.

## Описание
Монстранция изготовлена из меди и серебра с частичной позолотой. Высота — 44 см. На венце нанесены маркировки: Bz. R³174 и Mz R³705. На основании также вытиснуты две маркировки: Bz. Scheffler 593 и Mz Scheffler 723.
Основание — хорошо отполированная, сложной формы круглая опора, разделённая на 4 части. На неё установлена также хорошо отполированная балясина с грушевидным набалдашником, служащая рукояткой при переноске монстранции. Вокруг центрального, ныне пустующего сосуда, размещается сложносимметричной формы богатый венок из раковин с цветками, а с его внешней стороны — прямые, как бы пламенеющие, короткие лучи. Вершину монстранции образует богато вырезанный небольшой крест с короткими лучами пламени, исходящими из его центра в виде второго, Андреевского креста.